# Adrien Dauzats
Adrien Dauzats (n. 16 iulie 1804, Commune-Franklin, Franța – d. 18 februarie 1868, Paris, Franța) a fost un peisagist francez, pictor de gen și pictor de subiecte orientale. A călătorit mult prin Orientul Mijlociu și a ilustrat o serie de cărți pentru scriitorul de călătorii, Baron Taylor.

## Viața și cariera
Adrien Dauzats s-a născut la Bordeaux în 1804. Tatăl său a fost pictor peisagist la un teatru din Bordeaux, iar băiatul a crescut visând să devină pictor de scene. A devenit elev al lui Lacour la École de Dessin. A fost expozant frecvent la Salonul⁠(d) de subiecte de gen și interioare de biserici și a fost și litograf.
După terminarea studiilor, în jurul anului 1829, l-a însoțit pe baronul Taylor, dramaturg, soldat și arheolog în Orientul Mijlociu și a vizitat Egiptul, Siria, Muntele Sinai, Palestina și alte locații, cu scopul de a realiza ilustrații pentru baron pentru cărțile de călătorie ale acestuia: Voyages Pittoresques et Romantiques de l'ancienne France: 1820-63; Voyage Pittoresque en Espagne, en Portugal, et sur la côte d'Afrique, de Tanger à Tetouan: 1826-32 ; La Syrie, I'Egypte, la Palestine et la Judée: 1835-39 și alte cărți.
După ce a vizitat Palestina, Siria, Muntele Sinai și alte locații, a început să producă lucrări cu teme orientale. A fost unul dintre primii artiști care a pictat Orientul „cu exactitate și imparțialitate scrupuloasă”. În urma celei de-a doua călătorii în Orientul Mijlociu, a publicat o carte, Quinze Jours au Sinai, pe care a scris-o împreună cu romancierul Alexandre Dumas, în care viziunea artistică a lui Dauzat o diferențiază de alte lucrări ale lui Dumas și o desparte și de majoritatea celorlalte cărți de călătorie ale perioadei.
Într-o altă călătorie în Spania în 1835, tot alături de baronul Taylor, l-a întâlnit pe gravorul Pharamond Blanchard⁠(d), care i-a prezentat pe Taylor și Dauzats familiei artistice proeminente de Madrazo⁠(d). Dauzats a rămas în Spania până în 1837, a cunoscut mulți artiști spanioli proeminenți și a dezvoltat un interes pentru arta spaniolă. În timpul acestei călătorii (aproximativ 1839), Dauzats a intrat în atenția regelui Ludovic Filip și a acceptat o invitație de a însoți o expediție militară și diplomatică în Algeria, cu o pauză pentru a realiza cinci acuarele cu isprăvile militare franceze. Aceasta avea să fie una dintre ultimele sale călătorii, dar a continuat să picteze teme orientaliste mult după ce zilele sale de călătorie s-au încheiat.
În 1868, artistul a acceptat o comandă de a produce patru ilustrații ale personajelor din basmul arabesc, O mie și una de nopți, pentru un preț fix de 2.000 de franci fiecare. Madame Aldema, care a comandat lucrările, a plătit un avans de 1.000 de franci când artistul a început prima lucrare, Sinbad Marinarul, cu toate acestea, artistul a murit la Paris în 1868 înainte de a putea termina lucrarea. A urmat un litigiu curios, în care administratorul artistului a refuzat să predea lucrarea neterminată, pe motiv că testamentul său prevedea că lucrările incomplete nu trebuiau să fie afișate public. Cu toate acestea, doamna Aldema a reușit să convingă instanța că lucrarea a fost deja expusă și, astfel, a reușit să preia proprietatea asupra schiței. După moartea sa, caietele de schițe ale lui Dauzat, în special schițe ale călătoriilor sale cu baronul Tayor, împreună cu opere de artă, inclusiv unele capodopere spaniole și biblioteca sa extinsă, au fost vândute într-o vânzare de studio la Hôtel Drouot, Paris, în februarie 1869.

## Galerie

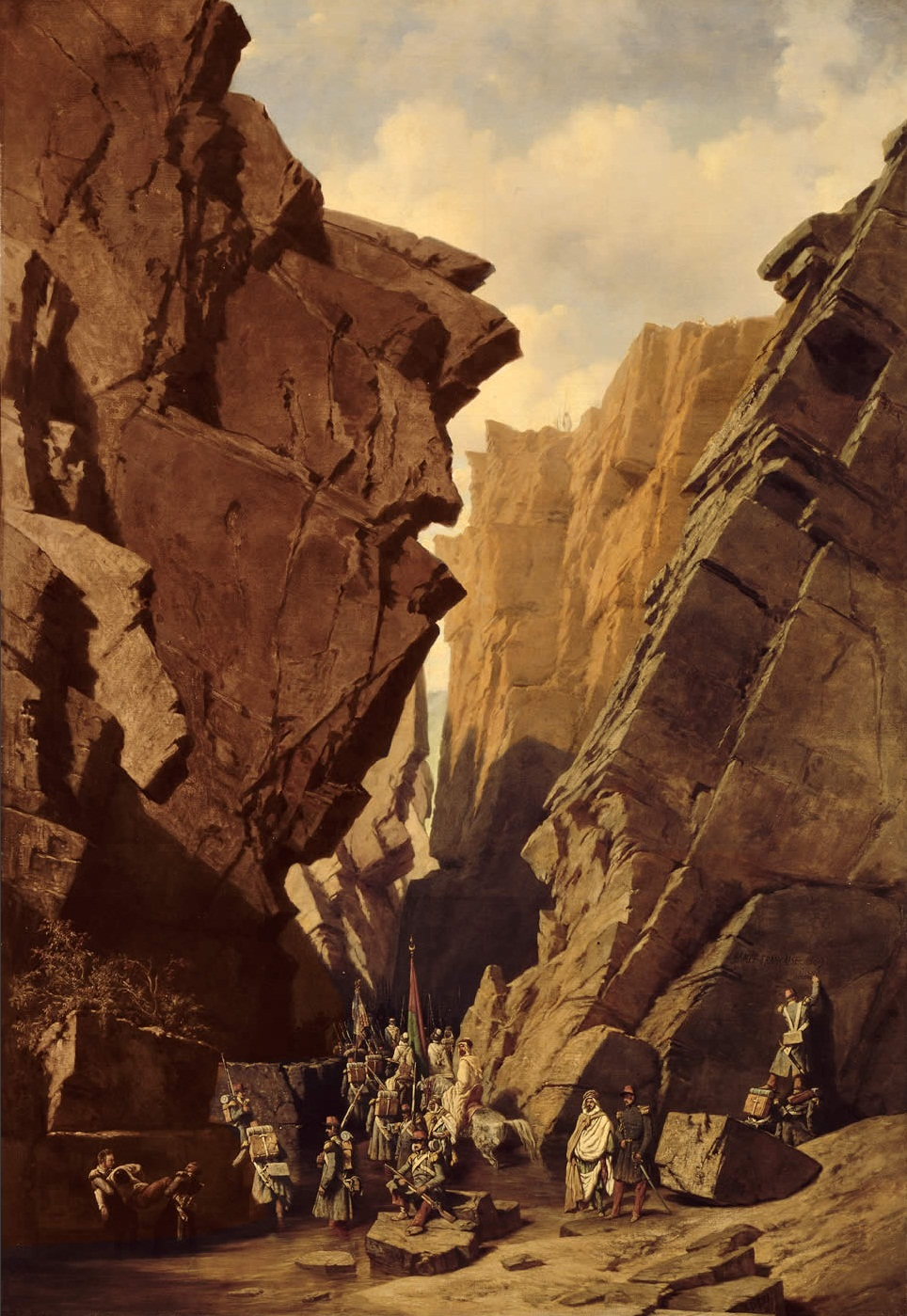
Trecătoarea Porților de Fier⁠(d) din Algeria, 18 octombrie 1839, acum la Musée des Beaux-Arts d'Orléans⁠(d)
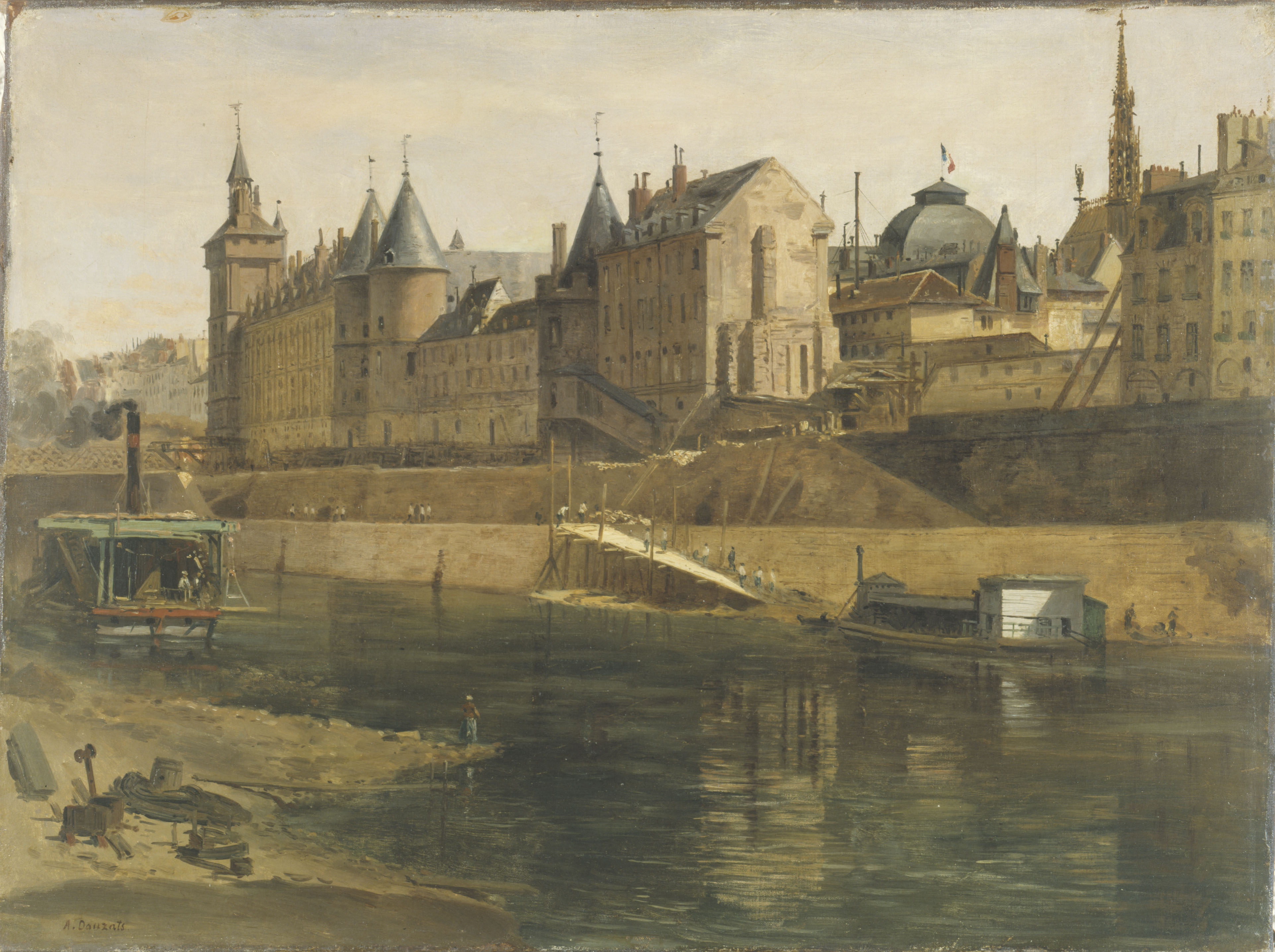
Palatul de Justiție⁠(d), Conciergerie și Tour de l'Horloge, după 1858
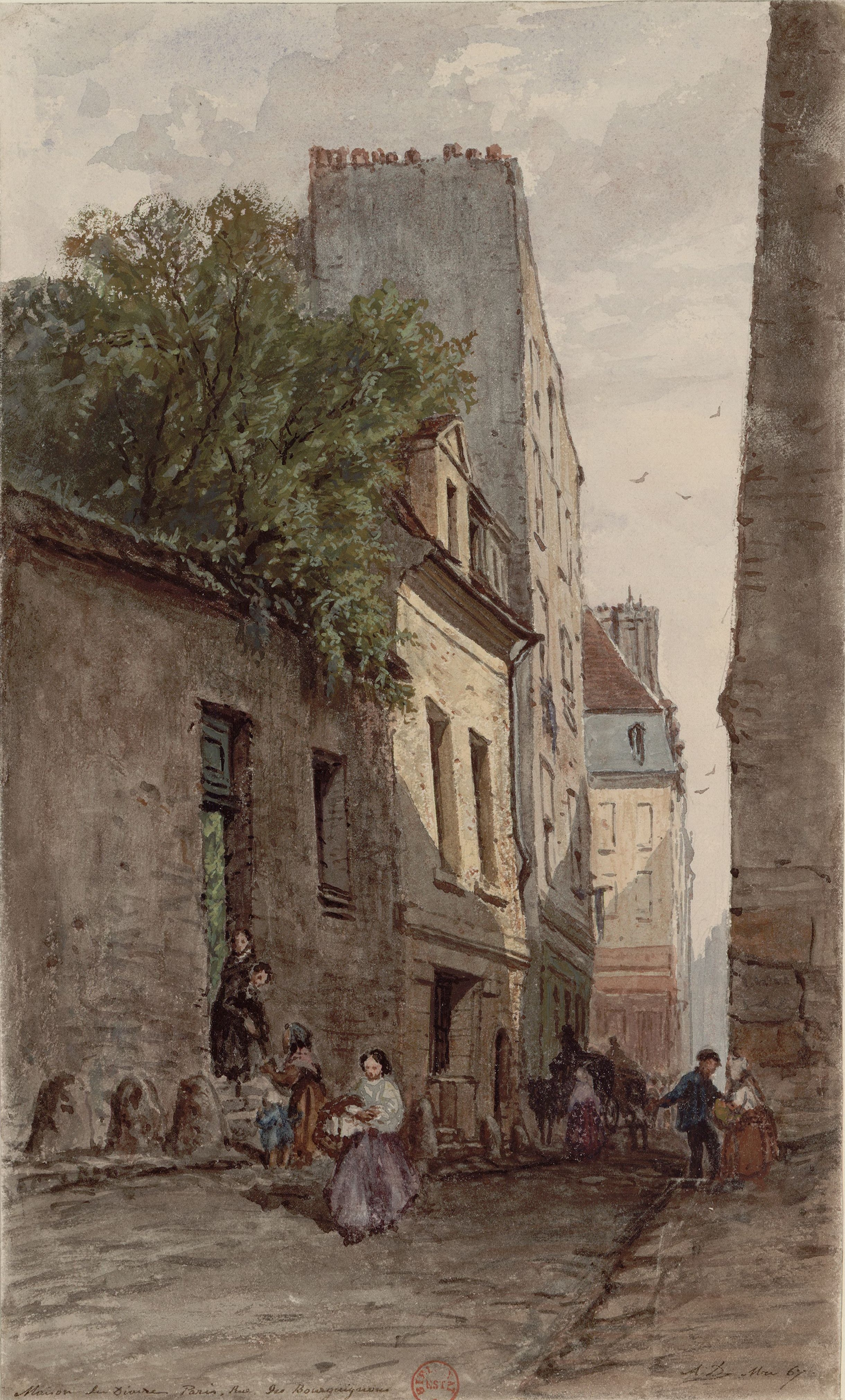
Casa diaconului François de Pâris⁠(d) din Rue des Bourguignons (acum Bulevard de Port-Royal ): desen din 1867